# Beskórbnaya
Beskórbanaya (del ruso: Бесско́рбная) es una stanitsa del raión de Novokubansk, en el krai de Krasnodar de Rusia. Se extiende por 8 km de la orilla izquierda del río Urup, 57 km al sureste de Novokubansk y 187 km al sureste de Krasnodar. Tenía 5 892 habitantes en 2010.
Del otro lado del río se encuentran las localidades de Triojselskoye, Novourupskoye, Vorónezhski y  Pantelemonovskoye.
Es cabeza del municipio Beskórbnoye, al que pertenece asimismo Novovoskresenski.

## Historia
La stanitsa fue fundada en 1855 como parte de la línea defensiva del Cáucaso. Sus primeros habitantes eran cosacos de la Línea del Cáucaso que llegaron aquí el 24 de junio de 1855. En un inicio no se construyeron casas, sino un fuerte rodeado de un foso defensivo, a causa de la guerra. En 1856 y 1857 se sucedieron los ataques de los pueblos de la montaña. Su función defensiva se justificaba por la presencia de abrek en la orilla derecha del Urup.
En 1860 se trasladaron a Beskórbnaya 144 familias de la provincia de Poltava. En la década siguiente llegaron aún más familias de las provincias de Poltava y Chernigov. Tras el término de la guerra se construyó en 1866 en la stanitsa la iglesia de Vsej skorbiashij Radost, renovada en 1894 y destruida en 1950. En 2004 se construyó una nueva iglesia en este emplazamiento.
Hasta 1924 pertenecía al otdel de Labinsk del óblast de Kubán. De 1924 a 1963 perteneció al raión de Sovétskatya, que pasaría a formar parte del raión de Novokubansk.

## Demografía
| 1959  | 1979  | 2002  | 2010  |
| ----- | ----- | ----- | ----- |
| 6 433 | 5 404 | 5 762 | 5 982 |

### Composición étnica
De los 5 762 habitantes que tenía en 2002, el 91.8 % era de etnia rusa, el 4.1 % era de etnia armenia, el 1.4 % era de etnia ucraniana, el 0.8 % era de etnia adigué, el 0.3 % era de etnia bielorrusa, el 0.2 % era de etnia georgiana, el 0.2 % era de etnia tártara, el 0.2 % era de etnia alemana, el 0.1 % era de etnia gitana, el 0.1 % era  de etnia griega y el 0.1 % era de etnia azerí

## Lugares de interés
Cabe destacar el monumento homenaje al ejército de cosacos del Kubán y el museo etnocultural.